# Ryan Murphy (biên kịch)
Ryan Patrick Murphy (sinh ngày 30 tháng 11 năm 1965) là một biên kịch, đạo diễn, nhà sản xuất phim người Mỹ. Murphy được biết tới với vai trò (đồng) sản xuất những phim truyền hình nổi tiếng như Glee (2009–15), American Horror Story (2011–nay), American Crime Story (2016–nay), hay Feud (2017–nay).

## Thời thơ ấu
Murphy sinh ra tại Indianapolis, Indiana.

## Giải thưởng

### Giải Emmy
Ryan Murphy đã thắng 4 trên tổng số 25 đề cử giải Emmy với những vai trò biên kịch, đạo diễn và nhà sản xuất.
| Năm  | Hạng mục                                                               | Đối tượng đề cử                                                | Kết quả   |
| ---- | ---------------------------------------------------------------------- | -------------------------------------------------------------- | --------- |
| 2004 | Outstanding Directing for a Drama Series                               | Nip/Tuck                                                       | Đề cử     |
| 2010 | Outstanding Comedy Series                                              | Glee                                                           | Đề cử     |
| 2010 | Outstanding Writing for a Comedy Series                                | Glee                                                           | Đề cử     |
| 2010 | Outstanding Directing for a Comedy Series                              | Glee                                                           | Đoạt giải |
| 2011 | Outstanding Comedy Series                                              | Glee                                                           | Đề cử     |
| 2012 | Outstanding Miniseries or Movie                                        | American Horror Story                                          | Đề cử     |
| 2012 | Outstanding Main Title Design                                          | American Horror Story                                          | Đề cử     |
| 2013 | Outstanding Miniseries or Movie                                        | American Horror Story: Asylum                                  | Đề cử     |
| 2013 | Outstanding Main Title Design                                          | American Horror Story: Asylum                                  | Đề cử     |
| 2014 | Outstanding Television Movie                                           | The Normal Heart                                               | Đoạt giải |
| 2014 | Outstanding Directing for a Limited Series, Movie, or Dramatic Special | The Normal Heart                                               | Đề cử     |
| 2014 | Outstanding Limited Series                                             | American Horror Story: Coven                                   | Đề cử     |
| 2014 | Outstanding Writing for a Limited Series, Movie, or Dramatic Special   | American Horror Story: Coven                                   | Đề cử     |
| 2015 | Outstanding Limited Series                                             | American Horror Story: Freak Show                              | Đề cử     |
| 2015 | Outstanding Directing for a Limited Series, Movie, or Dramatic Special | American Horror Story: Freak Show                              | Đề cử     |
| 2015 | Outstanding Main Title Design                                          | American Horror Story: Freak Show                              | Đề cử     |
| 2015 | Outstanding Short Form Nonfiction or Reality Series                    | American Horror Story: Extra-Ordinary Artists                  | Đề cử     |
| 2016 | Outstanding Limited Series                                             | The People v. O. J. Simpson: American Crime Story              | Đoạt giải |
| 2016 | Outstanding Directing for a Limited Series, Movie, or Dramatic Special | The People v. O. J. Simpson: American Crime Story              | Đề cử     |
| 2016 | Outstanding Short Form Nonfiction or Reality Series                    | Inside Look: The People v. O. J. Simpson: American Crime Story | Đoạt giải |
| 2017 | Outstanding Limited Series                                             | Feud: Bette and Joan                                           | Đề cử     |
| 2017 | Outstanding Directing for a Limited Series, Movie, or Dramatic Special | Feud: Bette and Joan                                           | Đề cử     |
| 2017 | Outstanding Main Title Design                                          | Feud: Bette and Joan                                           | Đề cử     |
| 2017 | Outstanding Writing for a Limited Series, Movie, or Dramatic Special   | Feud: Bette and Joan                                           | Đề cử     |
| 2017 | Outstanding Short Form Nonfiction or Reality Series                    | Feud: Bette and Joan: Inside Look                              | Đề cử     |